# Sandra Mbuyi
Sandra Mbuyi est une chanteuse de gospel, auteure-compositrice-interprète congolaise, née en 1984 à Kinshasa en République démocratique du Congo (RDC).

## Biographie

### Enfance
Sandra Mbuyi est née de l’union de Jean Milambu Nkongolo et de Martine Tshibangu, elle est cadette d’une famille de sept enfants. 
À l’âge de 8 ans, elle devient chrétienne lors d’une campagne d’évangélisation à Kinshasa. Malgré son très jeune âge, elle reste attachée sur cette voie, jusqu'à devenir une célèbre chanteuse de gospel,.
À l’âge de dix ans, Sandra Mbuyi est orpheline de mère. Sa mère décède loin de ses enfants, à l’intérieur du pays lors de l’un de ses voyages,,,. Leur tante maternelle, la sœur aînée de leur mère les récupère tous, mais elle succombe elle aussi quelque temps après,. Une autre tante maternelle par obligation de responsabilité, les récupère peu après, mais elle décède également après quelques mois,. Ainsi, Sandra passe le reste de son enfance chez sa sœur aînée, jusqu’à l’âge de 17ans. Elle fait ses études primaires, secondaires et universitaires à Kinshasa,.

## Carrière

### Début
Déjà toute petite, Sandra participe à des évènements culturels de son école, et sa façon de chanter attire beaucoup de ses encadreurs. À l’âge de 13 ans, soit en 1997, elle prend l'inscription dans une chorale de l’église ACEM à Kinshasa, elle y apprend les bases de la musique. Quelque temps passe, ses prestations s’enchaînent, sa visibilité s’impose, deux années après, elle se fait remarquer par le président d’un groupe musical de la paroisse Baptiste CBFC Lukusa, toujours à Kinshasa. Elle se fait confirmer au sein du groupe et obtient les privilèges de participer aux enregistrements des deux disques du groupe, intitulés : « Attention » et « Testament »,.

### Collaborations
Elle collabore et accompagne aux studios certaines icones de la scène musicale chrétienne de la République démocratique du Congo (RDC), telles que, :
- Charles Mombaya dans ses albums « Témoignage », « Inch’Allah » et « Allô Téléphone » ;
- La sœur Marie Misamu dans le « Mystère du Voile Vol. 1 » ;
- Choisie Basolua dans « Naza Molongi » ;
- L’Or Mbongo dans « Yesu Kaka »;
- Le frère Mike Kalambay dans son deuxième album intitulé « Un jour »

### Lancement solo
L’année 2006, au mois de mars, Sandra Mbuyi lance son tout premier single titré : « Nzambe ya ba orphelins » en annonce de son tout premier album nommé : « Na loboko ya tata » contenant 11 titres, qui sort l’année suivante au mois de juillet,.

## Discographie

### Albums
- 2007 : Na Loboko Ya Tata
- 2013 : Worship
- 2016 : Tu es
- 2018: Eyano

### Singles
- 2006 : Nzambe ya ba orphelins
- 2023: Goodness
- 2024: Mahombi

## Vie privée
Sandra Mbuyi est d’abord diplômée d’état en Biologie-Chimie du lycée Shaumba à Kinshasa depuis 2003, elle est ensuite diplômée de l’université protestante au Congo (UPC) en Administration des affaires et sciences économiques,.
Elle est depuis novembre 2017 mariée au pasteur Jean Bosco Kalumbu et est mère d’une fille depuis mars 2019,, et d’un garçon.